# Amphidraus argentinensis
Amphidraus argentinensis là một loài nhện trong họ Salticidae.
Loài này thuộc chi Amphidraus. Amphidraus argentinensis được María Elena Galiano miêu tả năm 1997.